# Farnham Rural
Farnham Rural var en civil parish från 1894 till 1933 då den blev en del av Tilford och Farnham, i grevskapet Surrey, i England. Civil parish var belägen 13 km från Guildford och hade 545 invånare år 1931.